# Robert de Chesney
Robert de Chesney (fallecido en diciembre de 1166) fue obispo inglés de Lincoln, Inglaterra, en la Edad Media. Fue hermano de un importante funcionario real, William de Chesney, y tío de Gilbert Foliot, sucesivamente obispo de Hereford y obispo de Londres. Educado en Oxford o París, Chesney fue Archidiácono de Leicester antes de su elección como obispo en diciembre de 1148.
Chesney sirvió como justicia real en Lincolnshire durante su obispado, y mantuvo una relación cercana con su sobrino, Foliot. Fue también un temprano protector de Tomás Becket, y proporcionó al joven clérigo un cargo en su diócesis al comienzo de su carrera. A pesar del favor mostrado por Esteban de Inglaterra, incluyendo el derecho a acuñar moneda, Chesney estuvo presente en la coronación de Enrique II de Inglaterra en 1154 y le sirvió como justicia real. Alrededor de 1160, Chesney se vio inmerso en una disputa con la abadía de St Albans en la diócesis de Lincoln, sobre su derecho como obispo para supervisar la abadía. La disputa se resolvió finalmente cuando la abadía concedió a Chesney propiedades a cambio de su renuncia a cualquier derecho a supervisar St Albans.
Chesney fue activo en su diócesis; sobreviven más de 240 documentos relativos a su carrera episcopal. Le muestran mediando en las disputas entre casas religiosas y concediendo exenciones y derechos en su diócesis. Chesney compró una casa en Londres para servir como residencia episcopal, construyó un palacio episcopal en Lincoln, y fundó una casa religiosa fuera de la ciudad. Murió en diciembre de 1166, probablemente el día 27, y fue enterrado en Catedral de Lincoln.

## Contexto histórico
Después de la muerte de Enrique I de Inglaterra en 1135, se abrió un conflicto por la sucesión, ya que su único hijo varón legítimo, Guillermo Adelin, había muerto en 1120 en el naufragio del la nave blanca. Los principales contendientes eran los sobrinos del rey, Esteban, Conde de Boulogne y su hermano mayor Teobaldo, Conde de Champán, y su hija legítima superviviente, Matilde, conocida como la Emperatriz Matilde por su primer matrimonio con el Emperador del Sacro Imperio, Enrique V. Después de enviudar en 1125, Matilde regresó a Inglaterra y su padre concertó su matrimonio con Godofredo Plantagenet, conde de Anjou. Todos los magnates de Inglaterra y Normandía juraron lealtad a Matilda como heredera de Enrique, aunque tras la muerte del rey en 1135 Esteban se hizo coronar rey antes de que Teobaldo o Matilde pudieran reaccionar. Los barones normandos aceptaron a Esteban como duque de Normandía, y Teobaldo se contentó con sus posesiones en Francia. Pero Matilde fue menos paciente: se aseguró el apoyo del rey de Escocia, David I, su tío materno, y el de su medio hermano Robert, duque de Gloucester, hijo ilegítimo de Enrique, en 1138.[Más bajo-alfa 1]
Esteban consiguió asegurar su trono en un primer momento pero, por 1139, las tensiones habían aparecido. David invadió Inglaterra en 1138, y algunos nobles ingleses se rebelaron, pero Esteban consiguió abortar tratado ambas amenazas en abril de 1139. Más tarde ese mismo año, arrestó a Roger, Obispo de Salisbury, y a sus sobrinos Nigel, Obispo de Ely y Alexander, Obispo de Lincoln, que no eran sólo poderosos eclesiásticos, sino importantes administradores reales. En septiembre de 1139, Matilda desembarcó en Inglaterra para disputar el trono, apoyada por su medio hermano Robert. Esteban fue capturado en febrero de 1141 por las fuerzas de Matilde, pero fue intercambiado por Robert, que fue capturado poco después. El resultado fue un impasse eficaz, con Esteban y Matilde controlando diferentes partes del país. Durante los años 1140, el marido de Matilde, Godofredo de Anjou, arrebató Normandía a Esteban.

## Vida temprana
Chesney familiar originado de Quesnay-Guesnon en el Calvados región de Normandía cercana Bayeux en Francia, pero habían resuelto en el Midlands de Inglaterra y aguantó tierras allí, particularmente en Oxfordshire. Sus padres eran Roger de Chesney y Alice de Langetot. Su hermano William de Chesney quedó un layman, y devenía uno de Oxfordshire principal landowners. Otro hermano, Reginald, era el abad de Evesham Abadía. Chesney hermana Agnes estuvo casada a Robert Foliot, auxiliar al Conde de Huntingdon. Agnes y Robert eran probablemente los padres de Gilbert Foliot, Obispo más tardío de Hereford y Obispo de Londres. A pesar de que es un surmise que Foliot la madre era un sibling de Chesney,  es seguro que Chesney era el tío de Gilbert.
Chesney Probablemente atendió escuelas en cualquier Oxford o París, tan más tarde en vida esté referido a con el título de magister, signifying que esté educado. Sea Archdeacon de Leicester por aproximadamente 1146, y aguantó el prebend de Stow. Sea también un canon de la capilla de St. George en Oxford Castillo.

## Elección
Chesney fue elegido para la sede de Lincoln el 13 de diciembre de 1148, por su cabildo, aparentemente sin interferencia exterior. Fue consagrado por Teobaldo de Bec en la Catedral de Canterbury el 19 de diciembre, el día después su ordenación como sacerdote.
Las cartas de Gilbert Foliot proporcionan contexto a la elección de Chesney, mostrando que King Stephen de hermano Henry de Inglaterra y Stephen de Blois, el Obispo de Winchester, intentado para asegurar Lincoln para uno de sus parientes: los candidatos reales eran los abades de Fécamp, Westminster, y St Benet es de Hulme.[Más bajo-alfa 2]  estuvieron rehusados por Papa Eugene III, adoquinando la manera para el capítulo para elegir Chesney. Foliot Relaciona que el electors del capítulo viajó a Londres, donde procedieron para elegir Chesney delante de Foliot, Theobald, y algunos otros obispos. Que la cuenta está contradicha por Chesney profesión de obediencia a Theobald, el cual reclama que la elección tuvo lugar el 13 de diciembre de 1148 en Westminster. Henry de Huntingdon y Ralph de Diceto, ambos cronistas medievales, aprobados de la elección y mencionó la naturaleza unánime de Chesney selección. Que Chesney hermano William era un seguidor firme de Stephen es probablemente ayudado reconcilia Stephen y su hermano a Chesney elección.
Chesney Regresó a Lincoln el 6 de enero de 1149, donde reciba una letra de Arnulf, el Obispo de Lisieux en Normandía, felicitándole encima su cita. Arnulf También preguntó Chesney para ayudar la causa de Henry fitzEmpress, Emperatriz Matilda eldest hijo y un contender para el trono inglés.

## Obispo debajo Stephen
Correspondencia entre Chesney y su sobrino Gilbert Foliot sugiere su relación era bastante cercana. Foliot Fuertemente apoyado la candidatura de su tío para Lincoln, escribiendo a Papa Eugene III para animar papal aprobación de la elección.  Foliot Más tarde ordenó una copia del Digerir para su tío, el cual demuestra Chesney interés en ley Romana. Algunos de Arzobispo Theobald letras, escritos a Chesney y grabados en John de Salisbury  colección de letras, contener el más temprano grabó menciones de Gratian Decretum en una fuente inglesa. Eran parte de una letra enviada por Theobald a Chesney hablando casos legales difíciles, y dando consejo encima cómo para resolverles.
Poco después de su consagración, Chesney estuvo presentado con una copia de la versión nuevamente actualizada de Henry de Huntingdon  Historia Anglorum; Huntingdon había sido un amigo archdeacon. Chesney Era presente en varios de los tribunales de King Stephen, y el rey nombró el obispo como la justicia local para Lincolnshire.
En la altura de la guerra civil durante el reinado de Stephen, y poco después de Chesney consagración, el obispo actuado como guarantor para el tratado entre Ranulf de Gernon, el Conde de Chester, y Robert de Beaumont, el Conde de Leicester, dibujado hasta limitar el luchando entre los dos condes durante la guerra civil. Chesney Era presente en el legatine el consejo aguantado por Theobald en Marcha 1151, y era uno de los jueces, junto con Theobald y Hilary de Chichester, el Obispo de Chichester, en una disputa entre los monjes de Belvoir Priory y un empleado secular sobre el correcto del empleado a una iglesia. Chesney Nombró el Arzobispo futuro de Canterbury, Thomas Becket, a un prebend en su capítulo de catedral durante la parte última del reinado de Stephen.
La guerra civil acabada con el Tratado de Winchester, tarde en 1153, el cual proporcionó que Matilda hijo Henry tendría éxito Stephen después de su muerte. Cuándo Stephen murió el año que viene, esto devenía una paz duradera . En el último año del reinado de Stephen, en mid-1154, Chesney adquirió el correcto de operar una menta en la ciudad de Newark, concedido en perpetuidad. Pero tan hay no monedas supervivientes,  parece que la menta no fue en operación para largo. Chesney También adquirió el correcto de justicia en la ciudad de Lincoln, y estuvo implicado en la vida comercial de su diócesis, estableciendo una feria en la ciudad de Banbury en 1154.

## Obispo debajo Henry II
Chesney Presenció una carta de Henry fitzEmpress' antes de que Henry' sucesión al trono cuando Henry II, y era presente en la consagración de Roger de Pont L'Évêque cuando Arzobispo de York el 10 de octubre de 1154. El obispo entonces era presente en Henry II coronación el 19 de diciembre de 1154, y aparece para tener continuado para actuar como justicia real en Lincolnshire durante la parte temprana de King Henry II reinado; el 1156 Corro de Tubo tiene el sheriff de la contabilidad de condado para 10 marcas que surgen de los descargos del obispo en el condado. Chesney Era a menudo con el corte real, cuando atestigue un número de Henry II cartas durante la parte temprana del reinado del rey, y le acompañó a Inglaterra del norte en 1158 y a Normandía en 1160.
El obispo servido como el juez en una disputa en 1158 entre un decano de la diócesis de York y un ciudadano de Scarborough, en qué el layman alegó que el decano había extorsionado sumas grandes de dinero de él por repetidamente cobrando su mujer con adulterio y multándole. Las acciones del decano eran contrariamente a un real decreto, pero a pesar de que aparezca antes de un corte real huya penas seculares porque sea un empleado . El resultado del caso, un precursor al más tardío Becket disputa, la rabia de King despertado Henry, pero la muerte de hermano Geoffrey del rey y el viaje subsiguiente del rey al Continente para tratar aquel asunto significó que el asunto era finalmente cayó.
En 1161 Chesney se vio envuelto en una disputa con la abadía de St Albans, al tratar de ejercer sus derechos como obispo para supervisar casas religiosas dentro de su diócesis. A pesar de que el papa Alejandro III envió una bula papal ordenando que el caso fuera oído por dos obispos, Enrique II consideró que la orden papal vulneraba sus derechos reales y presentó el caso en la corte. En 1155–1156 St Albans había asegurado papal privilegios del Papa inglés Adrian IV, quién anteriormente había sido un monje allí, aquello eximió la abadía de diocesan supervisión, y sea estos privilegios que Chesney desafió. Chesney Aseguró no sólo el papal toro pero una comisión real para investigar los derechos de la abadía cuando eran en el tiempo de King Henry yo. El talante final del caso tuvo lugar en 1163, en un consejo real en Westminster, donde la abadía produjo ambos el papal privilegios y una carta forjada de Offa de Mercia en soporte de su caso. Tan Chesney era incapaz de producir cualesquier documentos en soporte de su posición propia, el rey y el consejo dijeron el obispo que favorecieron la causa de la abadía. El rey también gobernado que la abadía era una iglesia propietaria real , y así tuvo exenciones especiales. Al final, se logró un compromiso, por el que la abadía compensó al obispado con algunas tierras a cambio de que el obispo renunciara a sus reclamaciones.
A comienzos de 1162 Chesney fue convocado a Normandía por el rey, junto con Roger, el Arzobispo de York, Hugh de Puiset, Obispo de Durham, e Hilario de Chichester, para mostrar su soporte a la elección de Tomás Becket para la sede de Canterbury. En julio de 1163, Chesney estuvo presente en la corte celebrada en el Palacio de Woodstock, a la que también asistió el príncipe galés Rhys ap Gruffydd, el príncipe de Gwynedd Owain Gwynedd, y el rey Malcolm IV de Escocia. Los dos príncipes galeses y el escocés juraron homenaje a Enrique II en la corte. En 1163 Chesney fue disculpado de asistir a un sínodo papal en Tours debido a su salud, pero asistió a los consejos reales de Clarendon y Northampton en 1164, el cual trató la disputa de crecer, ahora sabido como el Becket controversia, entre el rey y Becket. En aquellos consejos Chesney intentó persuadir Becket para lograr un compromiso, pero sin éxito. El rey posteriormente envió a Chesney al norte de Inglaterracomo justicia itinerante en 1166.
Las contribuciones de Chesney a las campañas militares del rey en el continente le causaron dificultades financieras; en el momento de su muerte tenía deudas con un prestamista.

## Diocesan Asuntos

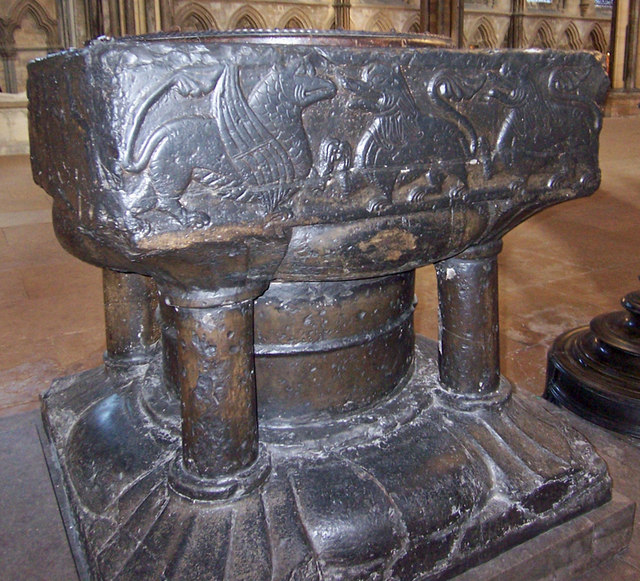
El mármol baptismal fuente en Lincoln Catedral, probablemente encargado por Chesney

Chesney  acta, o documentos, contiene muchos ejemplos de él resolviendo disputas judiciales, demostrando qué activos sea en su diócesis. Más de 240 de su acta ha sobrevivido, muchos de ellos preocupándose las casas religiosas dentro de su jurisdicción. Chesney Estuvo nombrado un papal juez-delegar al menos una vez, y sea en su tribunal que el caso de Philip de Broy, un canon en Bedfordshire acusado de asesinar un caballero, estuvo oído. El caso era uno de los que contribuidos a la determinación de King Henry que criminous los empleados tendrían que ser @subject a justicia real, no justo justicia eclesiástica.
Además de asuntos judiciales, Chesney trabajó para asegurar relaciones buenas con su capítulo de catedral, y les dejó exenciones de episcopal jurisdicción. Él también permitted el clero de su diócesis para remitir el pago de chrism dinero[más bajo-alfa 3] y forwent el pago anual tradicional del archdeacons de la diócesis al obispo. Suprima unlicensed escuelas en Huntingdon y empleó un número de educó empleados; su acta casi siempre incluir uno presencia titulado magister, y a menudo cuando muchos cuando seis.
Chesney Era un constructor en su diócesis, donde ordene la construcción del episcopal palacio. También funde una Gilbertine casa de cánones justo fuera de la ciudad de Lincoln, el priory de St Catherine, poco después del orden estuvo reconocido por el papacy en 1148. Inusualmente para su tiempo sea sólo fundado para hombres, a pesar de que Gilbertine monastic alberga típicamente acomodó ambos hombres y mujeres. En 1161 compre el Templo Viejo en Londres como casa para él. Estos gastos contribuyeron a sus dificultades financieras, junto con demandas reales, el cual dirigió a quejas sobre Chesney está gastando. Otra causa para queja era que dé fuera algunos de sus propiedades cuando porciones de matrimonio para sus sobrinas. Chesney También era un benefactor a la ciudad de Banbury, al cual conceda el correcto de aguantar un justo algún tiempo antes de que 1154.

## Muerte y legado
La fecha exacta de la muerte de Chesney es incierta. Pudo haber sido el 27 de diciembre de 1166;[más bajo-alfa 4] el acontecimiento se conmemora en ambos 26 y 27 diciembre. Esté enterrado en la cruz oriental aisle de Lincoln Catedral, a lo largo del lado del norte. El historiador moderno David Knowles escribió que Chesney no "fue un hombre de carácter fuerte o decidió opiniones".
Chesney Dejó al menos diez libros a Lincoln Catedral, del cual siete sobrevive. Cinco del siete espectáculo una uniformidad de letra, dirigiendo a especulación que puede haber habido un scriptorium en Lincoln Catedral durante Chesney tenure, pero otros libros supervivientes que era en la biblioteca de catedral al mismo tiempo no comparte cualquier letra u otras características; Chesney sencillamente puede haber encargado los libros al mismo tiempo de los mismos escribanos.[Más bajo-alfa 5]
Además de Foliot, los hermanos Gerard, un canon de Lincoln, y Martin, tesorero de Lincoln, era también Chesney sobrinos. También pueda haber sido relacionado con Fulk de Chesney, otro canon en Lincoln. Chesney Ayudó a más allá la carrera de Richard Barre, quién devenía un escritor y un juez real y primero aparece en el registro como presenciar a algunos de Chesney documentos durante 1160@–1164. Geoffrey de Monmouth  último trabajo, la Vita Merlini, estuvo dedicado a Chesney. Foliot Poseyó una copia del Digerir, parte del Corpus iuris civilis, aquello originalmente había sido glosado para Chesney.
Tradicionalmente, Chesney predecesor Alexander ha sido abonado con encargar el baptismal fuente en Lincoln Catedral, hecho de Tournai mármol. La beca reciente ha lanzado duda a esta idea, y sugiere que la fuente era en cambio carved en Chesney  órdenes, y encargados después de que 1150.

## Citas
- Datos: Q5400158